# Типа крутой охранник
«Типа крутой охранник» (англ. Observe and Report; дословный перевод — Наблюдать и докладывать!) — американская чёрная комедия 2009 года режиссёра и сценариста Джоди Хилла с Сетом Рогеном в главной роли.

## Сюжет
На стоянке перед моллом одетый только в плащ эксгибиционист подскакивает к клиентам и обнажается. Глава службы охраны молла, психически нездоровый Ронни (Сет Роген), считает поимку этого преступника делом, которое он давно ждал. На следующий день атаке эксгибициониста подвергается девушка мечты Ронни, работающая в отделе макияжа распутная девица Брэнди (Анна Фэрис). Ронни обещает ей поймать извращенца, но на его пути к сердцу девушки встаёт полицейский Харрисон (Рэй Лиотта). Вскоре детектив Харрисон снова появляется в молле, после ночного взлома обувного магазина. Завидующий ему Ронни решает также пойти работать в полицию и напрашивается в напарники к Харрисону на патрулирование улиц. Детектив оставляет охранника в самом опасном квартале города, однако тот выходит победителем из драки с наркодилерами. Осмелевший Ронни приглашает на свидание вернувшуюся с попойки Брэнди, и в итоге занимается сексом с отрубившейся девушкой.
Придя в полицейский участок, Ронни неожиданно для себя узнаёт, что провалил психологический тест и не может служить в полиции. На работе охранник избивает подлого начальника своей подруги Нэлл (Коллетт Вульф) Роджера (Паттон Освальд). Затем подчинённый Ронни, мексиканец Дэннис (Майкл Пенья), предлагает боссу перейти на «тёмную сторону», и они на работе пьют и избивают подростков. Однако когда Дэннис признаётся в совершённых грабежах магазинов молла и собирается сделать это снова, Ронни понимает, что не может так опустится, и отказывается участвовать. Дэннис вырубает товарища и сбегает в Мексику. Опозоренный Ронни бросает все силы на поимку извращенца, но вместо него застукивает ночью в машине занимающихся сексом Брэнди и Харрисона. На следующий день он разбивает витрину Брэнди, после чего за слетевшим с катушек охранником приезжают несколько нарядов полиции. Ронни удаётся отбиться от нескольких полицейских, но Харрисон избивает охранника, и тот попадает в камеру полицейского участка. Выйдя на свободу, Ронни приходит в молл как простой покупатель, где Нэлл пытается утешить его. В этот момент извращенец выставляет им на обозрение своё «хозяйство». Ронни мчится за эксгибиционистом через весь молл (в этот момент кадры замедляются и звучит кавер на «Where Is My Mind?»). Погоня завершается выстрелом Ронни извращенцу в грудь, после чего администратор возвращает ему работу охранника. Ронни посылает восхищённую Брэнди и начинает встречаться с Нэлл.

## В ролях

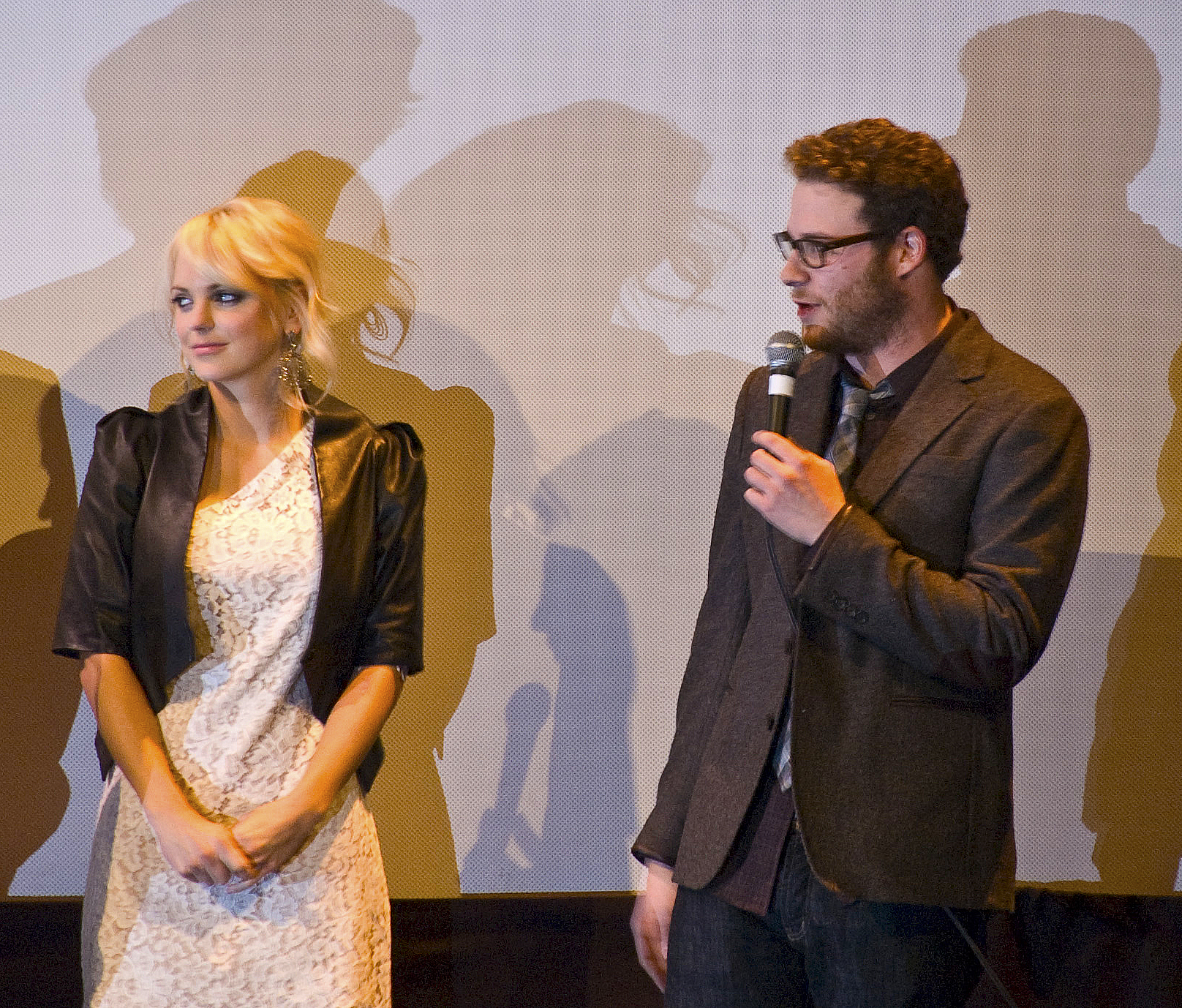
Анна Фэрис и Сет Роген на премьере фильма во время фестиваля South by Southwest 2009

| Актёр          | Роль                                     |
| -------------- | ---------------------------------------- |
| Сет Роген      | Ронни                                    |
| Анна Фэрис     | Брэнди                                   |
| Рэй Лиотта     | детектив Харрисон озвучивал Виктор Раков |
| Дэн Баккедал   | Марк                                     |
| Коллетт Вульф  | Нэлл                                     |
| Майкл Пенья    | Дэннис                                   |
| Селия Уэстон   | Мать Ронни                               |
| Паттон Освальд | Роджер                                   |
| Азиз Ансари    | Саддамн                                  |
| Дэнни Макбрайд | наркодилер                               |

## Создание
По словам Джоди Хилла, главный герой, маниакально-депрессивный охранник с верой в свою миссию, был создан под влиянием двух героев Роберта Де Ниро, в «Короле комедии» и «Таксисте». Съёмки начались в мае 2008 года и проходили в одном из переживавших кризис моллов Альбукерке, а также в Уилмингтоне (Северная Каролина). В эпизодических ролях снялись актёры дебютного фильма Хилла, «Путь ноги и кулака», Дэнни Макбрайд (наркодилер) и Рэнди Гэмбилл (извращенец). Женскую протагонистическую роль исполнила жена Хилла, Коллетт Вульф. Внимание журналистов привлекла схожесть сюжета фильма с «Шопо-копом», дебютировавшим на 3 месяца раньше. По словам Рогена, создатели обоих фильмов присылали друг другу отснятые материалы, и были уверенны, что это совершенно разные кинокартины. Рецензенты называют «Типа крутого охранника» более «тёмным» фильмом.

## Реакция
Фильм вышел на экраны 10 апреля 2009 года и в первый уикенд собрал немного более 11 миллионов долларов, став 4-м в те выходные после «Ханны Монтаны», «Форсажа 4» и «Монстров против пришельцев» (ещё один фильм с Рогеном). Всего «Типа крутой охранник» заработал почти 27 миллионов, в том числе 24 в США. Фильм получил смешанные отзывы критиков, 51% положительных на «Rotten Tomatoes». Отмечается некоторая злоба и цинизм фильма, главным образом за счёт личности главного героя. Порцию критики получила постельная сцена с Ронни и засыпающей Брэнди, которая была названа изнасилованием. 22 сентября 2009 года фильм вышел на DVD и Blu-ray.
А Питер Брэдшоу из The Guardian наградил фильм одной звездой из пяти и оценил игру Рогена, так: «Для таких поклонников Сета Рогена, как я, эта безрассудная, жесткая и циничная комедия - неприятный опыт».